# Guglielmo Alberto di Montenuovo
Pour les articles homonymes, voir Guglielmo.
Guillaume Albert, 1er prince de Montenuovo (Guglielmo Alberto di Montenuovo) né à Parme le 8 août 1819, mort à Vienne le 7 avril 1895 est un noble italien, apparenté en ligne morganatique à la Maison impériale, maréchal de camp (Feldmarschall) de l'empire autrichien. Son nom de famille Neipperg qui signifie « Mont Neuf » a été italianisé en « Montenuovo ».

## Biographie

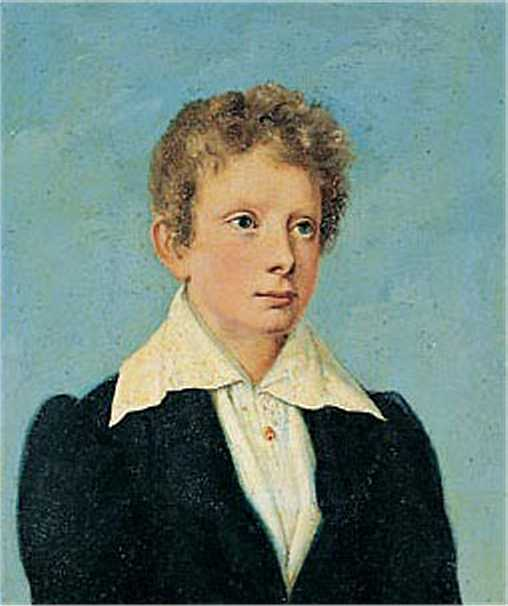
Guglielmo di Montenuovo enfant, tableau de Thomas Lawrence

Guglielmo Alberto di Montenuovo est le fils du comte Adam Albert de Neipperg et de Marie-Louise de Habsbourg-Lorraine, archiduchesse d'Autriche, duchesse souveraine de Parme, Plaisance et Guastalla, veuve de Napoléon, titré à sa naissance comte de Montenuovo. En 1838, il entre dans l'armée autrichienne et prend part aux batailles de contre-insurrection de 1848 en Italie et en Hongrie. En 1854 il est nommé maréchal de camp. Il devient colonel (Inhaber) du 5e régiment de hussards en 1858.
En 1859 il prend part à la désastreuse bataille de Magenta, où l'armée autrichienne se replie face de la coalition franco-sarde. En 1866, il est muté en Bohême. En 1867, il est promu général de cavalerie, et reste en fonction jusqu'en 1878. En 1864, il est fait prince de Montenuovo (titre héréditaire autrichien). Il ne retournera jamais dans sa ville natale, et meurt au milieu des siens à Vienne le 7 avril 1895.

## Famille
Il épouse la comtesse hongroise Juliana Batthyány von Német-Újvár (1827, Güssing - 1871, Vienne), issue d'une famille de haute noblesse hongroise, et ils auront :
- Princesse Albertine Leopoldine Wilhelmine Julia Maria de Montenuovo (1853-1895) épouse du comte Zygmunt Wielopolski
- Prince Alfred Adam Wilhelm Johann Maria de Montenuovo (1854-1927)
- Princesse Marie Sophie Wilhelmine Hyacinthe de Montenuovo (1859-1911) épouse du comte Anton Apponyi de Nagy-Apponyi

## Décorations
- Sénateur et chevalier grand-croix de l'Ordre sacré et militaire constantinien de Saint-Georges de Parme
- Commandeur de l'Ordre du Mérite de Saint-Louis
- Chevalier de l'Ordre impérial de Léopold
- Chevalier de l'Ordre militaire de Marie-Thérèse
- Médaille de guerre (Autriche)
- Chevalier de classe I de l'Ordre de Sainte-Anne (Empire russe)
- Chevalier de classe I de l'Ordre de Saint-Stanislas (Empire russe)
- Chevalier de classe II de l'Ordre de l’Aigle rouge (Prusse)
- Chevalier de classe III de l'Ordre de Saint-Vladimir (Empire russe)
- Chevalier de l'Ordre de Nichan Iftikar (Empire ottoman)
- Chevalier d'honneur de l'Ordre souverain militaire et hospitalier de Saint-Jean de Jérusalem, de Rhodes et de Malte.

## Sources
- (it) Cet article est partiellement ou en totalité issu de l’article de Wikipédia en italien intitulé « Guglielmo Alberto di Montenuovo » (voir la liste des auteurs).